# Ping’an (sockenhuvudort i Kina, Heilongjiang Sheng, lat 46,88, long 130,32)
Ping'an (kinesiska: 平安, 平安乡) är en sockenhuvudort i Kina. Den ligger i provinsen Heilongjiang, i den nordöstra delen av landet, omkring 310 kilometer nordost om provinshuvudstaden Harbin. Antalet invånare är 18 786. Befolkningen består av 9 317 kvinnor och 9 469 män. Barn under 15 år utgör 14,0 %, vuxna 15-64 år 78 %, och äldre över 65 år 6,0 %.
Runt Ping'an är det mycket tätbefolkat, med 1 135 invånare per kvadratkilometer. Närmaste större samhälle är Jiamusi, 8,6 km söder om Ping'an. Trakten runt Ping'an består till största delen av jordbruksmark.
Genomsnittlig årsnederbörd är 857 millimeter. Den regnigaste månaden är juli, med i genomsnitt 190 mm nederbörd, och den torraste är januari, med 6 mm nederbörd.